# Zingems vleeshoen
Het Zingems vleeshoen is een kippenras dat rond 1960 ontstond in België.
Het ras werd ontwikkeld als dubbeldoelras en ontstond uit het Mechels hoen en de White Cornish. Het Zingems vleeshoen was korte tijd populair.. Momenteel schijnt het ras echter niet meer te bestaan.